# CAウラカン
クルブ・アトレティコ・ウラカン（Club Atlético Huracán (スペイン語発音: [uɾaˈkan])）は、アルゼンチンの首都ブエノスアイレスパルケ・パトリシオス地区を本拠地とするサッカークラブである。

## 歴史
1903年にチーム名を"Verde Esperanza y Nunca Pierde"（蒼き希望と不屈）という名前のチーム名にしてクラブを設立した。しかし、メンバーが文房具店へチームのゴム印鑑を作るために行ったところ、そこの店主に「短い名前にした方がいい。そうしないとかなりでかいゴム印を作らなければならなくなる」と言われた。その時、メンバーの1人が文房具店のカレンダーにEL Huracan（エル・ウラカン：ハリケーンの意）という文字が書いてあるのを見て、閃き、それをチーム名にすることを仲間に提案したところ、了承されてチーム名がウラカン (Huracan) となった。そして、1908年11月1日、正式なクラブ名をクルブ・アトレティコ・ウラカン（Club Atlético Huracán）とした。
1973年にメトロポリターノで優勝し、プロ化以降、初優勝を飾る。監督はセサル・メノッティであった。2007-08シーズンにプリメーラ・ディビシオン（1部）に復帰した。ミゲル・アンヘル・カッパ監督に率いられた2009クラウスーラでは、マリオ・ボラッティなどが印象的な活躍を見せ、最終節を前にして首位に立っていた。2位CAベレス・サルスフィエルドとの直接対決となった最終節は引き分けでも優勝が決まる有利な状況にあったが、引き分けが濃厚であった83分に決勝点を決められて敗れ、勝ち点でベレスに逆転されて2位に終わった。ウラカンの（映像で見る限り正当な）得点がオフサイドと判断されて無効となり、ベレスの決勝点の際にキーパーチャージがあった可能性があるなど、試合を左右した主審の判定は試合後も物議を醸した。2011-12シーズンに再びプリメーラB・ナシオナル（2部）へ降格した。

## ニックネーム
ウラカンの愛称はEl Globo（エル・グロボ：気球の意）でチーム・エンブレムも気球である。これはアルゼンチンの航空業界の開拓者であるホルヘ・ニューベリーへの敬意を表して決まった。1909年、アルゼンチンでニューベリーが「エル・ウラカン(英訳するとハリケーン）」という名前の気球で、気球飛行による当時の南米新記録（13時間で、550キロメートル）を作った。それで、クラブ・ウラカンはニューベリーにこの気球「エル・ウラカン」のデザインをチーム・エンブレムとして使用させてもらえないかと頼んだ。すると、ニューベリーは快諾して、それにより、エンブレムが気球となった。そして、チームの愛称も「エル・グロボ」（気球）になった。
またウラカンにはlos Quemeros（ロス・ケメロス：焼却炉の意）という愛称も持つ。これはウラカンのスタジアムの近くにゴミ焼却場があるからである。この愛称は、初期の頃、この焼却場からの煙が観客席に押し寄せてきて、試合を観戦する邪魔になり、観客が困ったというところから付けられた。

## ユニフォーム
ウラカンのユニフォームの白色と赤色は、ニューベリーが乗っていた気球の配色が白と赤だったので、そこからこの色に決まった。

## ライバル
ウラカンの最大のライバルはCAサン・ロレンソ・デ・アルマグロである。このクラシコはアルゼンチン国内でスーペル・クラシコ（ボカ・ジュニアーズ対CAリーベル・プレート）、クラシコ・デ・アベジャネーダ（ラシン・クラブ対CAインデペンディエンテ）、クラシコ・ロサリオ（CAロサリオ・セントラル対ニューウェルズ・オールドボーイズ）に続き、4番目に関心を集めるダービーマッチである。

## エピソード
アルゼンチン国内に"ウラカン"という名称のクラブは50近くもある。しかし、当クラブが最初であると言われている。そのうちCAウラカン (トレス・アロヨス)、CAウラカン (コモドロ・リバダビア)、CAウラカン (インヘニエロ・ホワイト)などは名前のみならず、ユニフォームのデザインまで当クラブと同じ白色にしている。またペルーのアレキーパにあるクラブ・スポルティーボ・ウラカンは、CAウラカンに憧れて名称をウラカンとした（ユニフォームのデザインは緑色で違うものにしている）。

## タイトル

### 国内タイトル

#### アマチュア時代
- 1部リーグ : 4回
  - 1921, 1922, 1925, 1928

#### プロ化後
- 1部リーグ : 1回
  - 1973M
- コパ・アルヘンティーナ : 1回
  - 2013-14
- スーペルコパ・アルヘンティーナ : 1回
  - 2014

## 過去の成績
| シーズン | シーズン       | ディビジョン      | 順位 | 試合数 | 勝 | 分 | 敗 | 得点 | 失点 | 勝ち点 | 備考                                           |
| -------- | -------------- | ----------------- | ---- | ------ | -- | -- | -- | ---- | ---- | ------ | ---------------------------------------------- |
| 2006-07  | アペルトゥーラ | プリメーラB       | 6    | 19     | 9  | 6  | 4  | 29   | 26   | 33     |                                                |
| 2006-07  | クラウスーラ   | プリメーラB       | 3    | 19     | 10 | 6  | 3  | 33   | 20   | 36     | 過去3シーズンの通算成績によりプリメーラに昇格  |
| 2007-08  | アペルトゥーラ | プリメーラ        | 7    | 19     | 8  | 6  | 5  | 24   | 21   | 30     |                                                |
| 2007-08  | クラウスーラ   | プリメーラ        | 13   | 19     | 5  | 7  | 7  | 15   | 17   | 22     |                                                |
| 2008-09  | アペルトゥーラ | プリメーラ        | 17   | 19     | 5  | 5  | 9  | 18   | 29   | 20     |                                                |
| 2008-09  | クラウスーラ   | プリメーラ        | 2    | 19     | 12 | 2  | 5  | 35   | 19   | 38     |                                                |
| 2009-10  | アペルトゥーラ | プリメーラ        | 19   | 19     | 2  | 5  | 12 | 12   | 34   | 11     |                                                |
| 2009-10  | クラウスーラ   | プリメーラ        | 10   | 19     | 7  | 5  | 7  | 21   | 22   | 26     |                                                |
| 2010-11  | アペルトゥーラ | プリメーラ        | 18   | 19     | 4  | 4  | 11 | 16   | 33   | 16     |                                                |
| 2010-11  | クラウスーラ   | プリメーラ        | 20   | 19     | 3  | 5  | 11 | 18   | 42   | 14     | 過去3シーズンの通算成績によりプリメーラBに降格 |
| 2011-12  | -              | プリメーラB       | 12   | 38     | 12 | 10 | 16 | 43   | 51   | 46     |                                                |
| 2012-13  | -              | プリメーラB       | 8    | 38     | 15 | 9  | 14 | 44   | 41   | 54     |                                                |
| 2013-14  | -              | プリメーラB       | 3    | 42     | 19 | 10 | 13 | 43   | 30   | 67     |                                                |
| 2014     | -              | プリメーラB ソナB | 6    | 20     | 8  | 5  | 7  | 26   | 21   | 29     | ソナB・プレーオフに勝利しプリメーラに昇格      |
| 2015     | -              | プリメーラ        | 23   | 30     | 6  | 12 | 12 | 29   | 37   | 30     | コパ・スダメリカーナ2回戦敗退                  |
| 2016     | -              | プリメーラ ソナ2  | 5    | 16     | 7  | 4  | 5  | 21   | 15   | 25     | コパ・リベルタドーレス予選敗退                 |
| 2016-17  | -              | プリメーラ        |      |        |    |    |    |      |      |        |                                                |

## 現所属メンバー
2021年1月18日現在
注：選手の国籍表記はFIFAの定めた代表資格ルールに基づく。
| No. | Pos. |              | 選手名                   |
| --- | ---- | ------------ | ------------------------ |
| 1   | GK   | エクアドル   | エルナン・ガリンテス     |
| 2   | DF   | アルゼンチン | ゴンサロ・ベッティーニ   |
| 3   | DF   | アルゼンチン | ニコラス・ロマト         |
| 4   | DF   | アルゼンチン | カルロス・アラウホ       |
| 5   | MF   | アルゼンチン | アドリアン・カレージョ   |
| 6   | DF   | パラグアイ   | サウール・サルセド       |
| 7   | MF   | アルゼンチン | フアン・ガーロ           |
| 8   | FW   | アルゼンチン | サンティアゴ・エッセ     |
| 9   | FW   | アルゼンチン | アンドレス・チャベス     |
| 10  | MF   | アルゼンチン | マルティン・オヘダ       |
| 11  | MF   | アルゼンチン | イバン・ティエルノ       |
| 12  | MF   | アルゼンチン | セバスティアン・ラミレス |
| 13  | DF   | アルゼンチン | アグスティン・カスコ     |
| 14  | DF   | アルゼンチン | エセキエル・ナバーロ     |
| 15  | MF   | アルゼンチン | ロドリゴ・ゴメス         |
| 16  | FW   | アルゼンチン | ブライアン・マイダナ     |
| 17  | MF   | アルゼンチン | クリスティアン・ヌニェス |

| No. | Pos. |              | 選手名                       |
| --- | ---- | ------------ | ---------------------------- |
| 18  | MF   | アルゼンチン | マウロ・ボガード             |
| 19  | FW   | アルゼンチン | ニコラス・コルデロ           |
| 20  | FW   | アルメニア   | ノルベルト・ブリアスコ       |
| 21  | MF   | アルゼンチン | ホアキン・アルスーラ         |
| 22  | GK   | アルゼンチン | ホアキン・メンディベ         |
| 23  | DF   | アルゼンチン | ルーカス・メロージャ         |
| 24  | FW   | アルゼンチン | フェルナンド・コニグリオ     |
| 25  | DF   | アルゼンチン | セサル・イバニェス           |
| 26  | DF   | アルゼンチン | フェルナンド・コシウク       |
| 27  | GK   | アルゼンチン | ラファエル・フェラーリオ     |
| 28  | MF   | アルゼンチン | ロドリゴ・カブラル           |
| 29  | MF   | アルゼンチン | フアン・イグナシオ・ビエイラ |
| 30  | MF   | アルゼンチン | ハビエル・メンドーサ         |
| 31  | FW   | アルゼンチン | アグスティン・クルインカ     |
| 33  | FW   | アルゼンチン | フアン・ガウト               |
| 34  | FW   | アルゼンチン | パブロ・オロ                 |
| 45  | MF   | アルゼンチン | マティアス・フォルラーノ     |

- 監督  フランク・ダリオ・クデルカ

## 歴代監督
- ギジェルモ・スタービレ (1940-1949)
- アドルフォ・ペデルネラ (1954)
- アドルフォ・ペデルネラ (1955-1956)
- ホセ・マヌエル・モレノ (1960)
- エルネスト・クッチアローニ (1964)
- ホセ・マヌエル・モレノ (1966)
- レナト・セサリーニ (1968)
- アドルフォ・ペデルネラ (1970)
- アルベルト・レンド (1970)
- オスバルド・スベルディア (1971)
- セサル・ルイス・メノッティ (1972-1973)
- アルベルト・レンド (1978)
- アルフィオ・バシーレ (1982)
- ホセ・バラッカ (1982)
- オスバルド・ソサ (1983)
- ホセ・バラッカ (1985)
- エクトル・ヤサルデ (1986)
- アンヘル・カッパ (1988)
- アルベルト・ファネーシ (1991-1992)
- エンソ・トロセーロ (1992-1994)
- エクトル・クーペル (1993-1995)
- クラウディオ・モレシ (1995)
- オマール・ラロッサ (1998)
- クラウディオ・モレシ (2001)
- ミゲル・アンヘル・ブリンディーシ (2001-2003)
- フェルナンド・キロス (2003)
- オマール・ラブルナ (2005)
- フェルナンド・キロス (2005)
- オスバルド・ソサ (2006)
- オズワルド・アルディレス (2007)
- クラウディオ・ウベダ (2008)
- アンヘル・カッパ (2008-2009)
- エクトル・リボイラ (2009-2010)
- ミゲル・アンヘル・ブリンディーシ (2010-2011)
- ロベルト・ポンペイ (2011)
- ディエゴ・コッカ (2011-2012)
- エクトル・リボイラ (2012)
- フアン・マヌエル・ジョップ (2012-2013)
- アントニオ・モハメド (2013)
- ネストル・アプーソ (2014-2015)
- エドゥアルド・ドミンゲス (2015-2016)
- リカルド・カルーソ・ロンバルディ (2016)
- フアン・マヌエル・アスコンサバル (2016-2017)
- ネストル・アプーソ (2017) (暫定)
- グスタボ・アルファロ (2017–2018)[8]
- アントニオ・モハメド (2019)
- ネストル・アプーソ (2019) (暫定)
- イスラエル・ダモンテ (2020-2021)

## 歴代所属選手

### GK
- マリアーノ・アンドゥハル 2001-2005
- パブロ・ミグリオレ 2002-2005

### DF
- アルフィオ・バシーレ 1971-1975
- エクトル・クーペル 1988-1992
- ホセ・セリスエラ 1991-1992
- モネール 1999-2002
- クリスティアン・セジャイ 2000-2007
- パオロ・ゴルツ 2002-2010
- レアンドロ・グリミ 2003-2005

- クラウディオ・ウベダ 2007
- マティアス・マンリケ 2008
- エドゥアルド・ドミンゲス 2007-2008, 2009-2010
- カルロス・アラノ 2008-2009
- カルロス・アラウホ 2008-2009

### MF
- ルイス・モンティ 1919-1921
- オズワルド・アルディレス 1975-1977
- シクスト・ペラルタ 1996-1999
- ダニエル・モンテネグロ 1997-1999, 2002
- ルイス・ゴンサレス 1998-2002
- セルヒオ・ベルティ

- アレハンドロ・セサル・アロンソ 2001-2005
- 加藤友介 2006-2008
- レアンドロ・ディアス 2007-2010
- セサル・エドゥアルド・ゴンサレス 2008-2009
- ガストン・エスメラド 2008-2010

### FW
- ギジェルモ・スタービレ 1920-1930
- アルフレッド・ディ・ステファノ 1946-1947
- アルセニオ・エリコ 1947
- アドルフォ・ペデルネラ 1948, 1954
- レネ・オウセマン 1970-1983
- クラウディオ・ボルギ 1991

- アンドレス・シルベーラ 1998-1999
- エマヌエル・ビジャ 2001-2003
- フェデリコ・ニエト 2007-2008, 2009
- レオナルド・メディーナ 2009-2010